# کوه کلک، کرواسی
کوه کلک (به لاتین: Klek mountain) یک کوه در کرواسی است که در کرواسی واقع شده‌است. کوه کلک ۱٬۱۸۱ متر بالاتر از سطح دریا واقع شده‌است.